# Слепушонки
Слепушо́нки (лат. Ellobius) — род грызунов семейства хомяковых. В России встречаются 2 вида слепушонок: Обыкновенная слепушонка (Ellobius talpinus) и Восточная слепушонка (Ellobius tancrei), внешне почти неразличимые. Восточная, алайская и обыкновенная слепушонки — типичные виды-двойники, морфологически практически сходны, но отличающиеся кариологически (по структуре кариотипа).

## Виды
- Алайская слепушонка (Ellobius alaicus)
- Афганская слепушонка (Ellobius fuscocapillus)
- Горная слепушонка (Ellobius lutescens)
- Обыкновенная слепушонка (Ellobius talpinus)
- Восточная слепушонка (Ellobius tancrei)[1]